# Хороменское сельское поселение
Хоро́менское сельское поселение — муниципальное образование в южной части Климовского района Брянской области. Административный центр — село Хоромное.
Образовано в результате проведения муниципальной реформы в 2005 году, путём преобразования дореформенного Хороменского сельсовета.
Территория сельского поселения прилегает к государственной границе; здесь действует режим пограничной зоны.

## Население
| 2010 | 2011 | 2012 | 2013 | 2014 | 2015 | 2016 | 2017 | 2018 |
| ---- | ---- | ---- | ---- | ---- | ---- | ---- | ---- | ---- |
| 584  | ↘581 | ↗585 | ↗658 | ↘620 | ↘553 | ↘485 | ↘453 | ↘427 |
| 2019 | 2020 | 2021 |      |      |      |      |      |      |
| ↘391 | ↘372 | ↗390 |      |      |      |      |      |      |

## Состав сельского поселения
В состав сельского поселения входят 3 населённых пункта
| № | Населённый пункт | Тип населённого пункта       | Население |
| - | ---------------- | ---------------------------- | --------- |
| 1 | Красное          | посёлок                      | →0        |
| 2 | Раковка          | деревня                      | ↗37       |
| 3 | Хоромное         | село, административный центр | ↗621      |